# Agon Mehmeti
Agon Mehmeti (Podujevo, RFS de Yugoslavia, 20 de noviembre de 1989) es un exfutbolista albanés, nacionalizado sueco, que jugaba en la posición de delantero.

## Selección nacional
Disputó tres partidos con la selección de Albania en el año 2013.

## Clubes
| Club                     | País       | Año       |
| ------------------------ | ---------- | --------- |
| Malmö FF                 | Suecia     | 2008-2011 |
| U. S. C. Palermo         | Italia     | 2012-2014 |
| Novara Calcio (cedido)   | Italia     | 2012-2013 |
| S. C. Olhanense (cedido) | Portugal   | 2013-2014 |
| Malmö FF                 | Suecia     | 2014-2016 |
| Stabæk IF                | Noruega    | 2016      |
| Gençlerbirliği S. K.     | Turquía    | 2017      |
| Oxford United F. C.      | Inglaterra | 2017-2018 |
| Örebro SK                | Suecia     | 2019-2021 |

## Palmarés

### Campeonatos nacionales
| Título      | Club     | País   | Año  |
| ----------- | -------- | ------ | ---- |
| Allsvenskan | Malmö FF | Suecia | 2010 |
| Allsvenskan | Malmö FF | Suecia | 2014 |